# Marina Tkatjenko
Marina Tkatjenko, född den 29 augusti 1965 i Mukatjevo, dagens Mukatjeve, Ukrainska SSR, Sovjetunionen, är en ukrainsk basketspelare som var med och tog OS-guld 1992 i Barcelona. Hon tävlade för det förenade laget.